# Роско (Південна Дакота)
Роско (англ. Roscoe) — місто (англ. city) в США, в окрузі Едмундс штату Південна Дакота. Населення — 269 осіб (2020).

## Географія
Роско розташоване за координатами 45°27′2″ пн. ш. 99°20′10″ зх. д. / 45.45056° пн. ш. 99.33611° зх. д. (45.450666, -99.336096).  За даними Бюро перепису населення США в 2010 році місто мало площу 1,21 км², уся площа — суходіл. В 2017 році площа становила 1,04 км², уся площа — суходіл.

## Демографія
Згідно з переписом 2010 року, у місті мешкало 329 осіб у 153 домогосподарствах у складі 83 родин. Густота населення становила 273 особи/км².  Було 177 помешкань (147/км²).
Расовий склад населення:
| - 97,0 % — білих - 0,9 % — чорних або афроамериканців - 0,3 % — корінних американців |

До двох чи більше рас належало 1,8 %. Частка іспаномовних становила 4,6 % від усіх жителів.
За віковим діапазоном населення розподілялося таким чином: 26,1 % — особи молодші 18 років, 49,9 % — особи у віці 18—64 років, 24,0 % — особи у віці 65 років та старші. Медіана віку мешканця становила 38,2 року. На 100 осіб жіночої статі у місті припадало 89,1 чоловіків;  на 100 жінок у віці від 18 років та старших — 91,3 чоловіків також старших 18 років.
Середній дохід на одне домашнє господарство  становив 41 740 доларів США (медіана — 33 750), а середній дохід на одну сім'ю — 46 692 долари (медіана — 35 417). Медіана доходів становила 36 250 доларів для чоловіків та 19 464 долари для жінок. За межею бідності перебувало 22,4 % осіб, у тому числі 17,1 % дітей у віці до 18 років та 34,8 % осіб у віці 65 років та старших.
Цивільне працевлаштоване населення становило 166 осіб. Основні галузі зайнятості: роздрібна торгівля — 23,5 %, сільське господарство, лісництво, риболовля — 22,9 %, освіта, охорона здоров'я та соціальна допомога — 16,9 %.